# Margit Schneider
Margit Schneider (* 1. Jänner 1967) ist eine österreichische Juristin, Technikerin und Wirtschaftswissenschaftlerin. Sie war Politikerin der (SPÖ).
Schneider war Mitglied im Landesvorstand des Bundes Sozialdemokratischer Akademiker und war SPÖ-Sektionsvorsitzende in Klagenfurt, die Sektion wurde aufgelöst, da sie gegen den Wunsch der Partei nicht auf ihren Listenplatz als Landtagsabgeordnete verzichtete. Sie war Ersatzgemeinderätin in Klagenfurt und rückte nach der Regierungsumbildung 2008 am 17. Juli 2008 als Abgeordnete in den Kärntner Landtag nach. Sie war UVP-Juristin und war Mitglied des Umweltsenates.
Schneider ist verheiratet und Mutter eines Kindes. 
Margit Schneider bewarb sich 2011 als Mitglied des Verfassungsgerichtshofes. Sie präsentierte sich im Rahmen der Parlamentarischen Enquete des Bundesrates in einem Hearing der Bewerber um die Stelle eines Mitgliedes des Verfassungsgerichtshofes.